# Neocreadium geniagni
Neocreadium geniagni är en plattmaskart som beskrevs av Howell 1966. Neocreadium geniagni ingår i släktet Neocreadium och familjen Lepocreadiidae. Inga underarter finns listade i Catalogue of Life.